# Stéphanie Grand
Stéphanie Grand est une footballeuse française née le 30 juin 1983 à Montpellier. Elle évolue au poste de milieu de terrain. 
Elle a joué à Montpellier et dans l'équipe de France féminine des moins de 21 ans.
Elle a été sacrée championne de France à deux reprises avec Montpellier.

## Carrière
- Baillargues
- 1995-2006 : Montpellier HSC

## Palmarès
- Championne de France en 2004 et en 2005 avec Montpellier